# Comuna de Lubic
Lubicz (polaco: Gmina Lubicz) é uma gminy (comuna) na Polónia, na voivodia de Cujávia-Pomerânia e no condado de Toruński. A sede do condado é a cidade de Lubicz.
De acordo com os censos de 2007, a comuna tem 17 543 habitantes, com uma densidade 151,2 hab/km².

## Área
Estende-se por uma área de 106,03 km², incluindo:
- área agricola: 69%
- área florestal: 18%

## Demografia
Dados de 30 de Junho 2004:
|                      | Total   | Total | Mulheres | Mulheres | Homens  | Homens |
| -------------------- | ------- | ----- | -------- | -------- | ------- | ------ |
|                      | pessoas | %     | pessoas  | %        | pessoas | %      |
| População            | 16 029  | 100   | 8114     | 50,6     | 7915    | 49,4   |
| Densidade (pop./km²) | 151,2   | 100   | 76,5     | 76,5     | 74,6    | 74,6   |

De acordo com dados de 2002, o rendimento médio per capita ascendia a 1481,98 zł.

## Subdivisões
- Brzezinko, Brzeźno, Grabowiec, Grębocin, Gronowo, Jedwabno, Kopanino, Krobia, Lubicz, Mierzynek, Młyniec Pierwszy, Młyniec Drugi, Nowa Wieś, Rogowo, Rogówko, Złotoria.

## Comunas vizinhas
- Ciechocin, Kowalewo Pomorskie, Łysomice, Obrowo, Toruń, Wielka Nieszawka